# Wahlenbergia luteola
Wahlenbergia luteola är en klockväxtart som beskrevs av P.J.Sm. Wahlenbergia luteola ingår i släktet Wahlenbergia och familjen klockväxter. Inga underarter finns listade i Catalogue of Life.